# Peter Redford Scott Lang

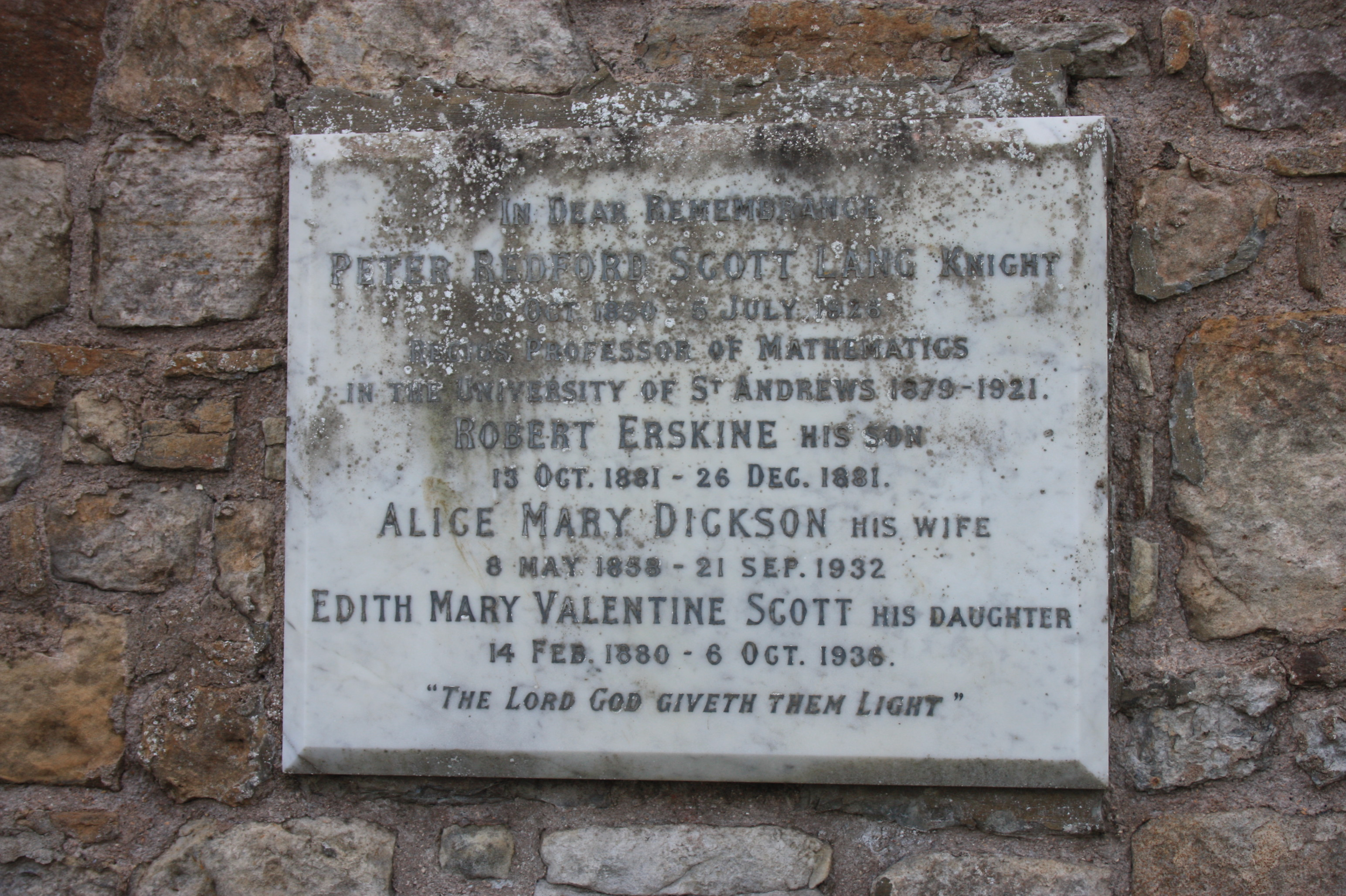
Lápida en homenaje a Sir Peter Redford Scott Lang, en la catedral de St Andrews.

Peter Redford Scott Lang (Edimburgo, 8 de octubre de 1850 - Saint Andrews,  5 de julio de 1926) fue un matemático escocés, Regius Professor de matemáticas de la Universidad de Saint Andrews.

## Biografía
Nacido en Edimburgo en 1850, era el más joven de los seis hijos de Robert Laidlaw Lang (nacido en 1808), un pasante de abogados, y de su esposa, Barbara Turnbull Cochrane. Vivían en el 125 de Fountainbridge en el suroeste de la ciudad. Hizo los estudios de secundaría en la Edinburgh Institution (hoy Stewarts Melville College) y después estudió Matemáticas y Física en la Universidad de Edimburgo, en la cual se graduó en 1872 y empezó a dar clases como asistente el mismo año.
En 1878 fue elegido fellow de la Royal Society of Edinburgh, a propuesta de Robert Christison, Peter Guthrie Tait, David Stevenson, y John Hutton Balfour. En 1879 se trasladó a la Universidad de St Andrews como profesor de matemáticas. Llegó a ser decano de la Facultad de Artes e impulsor de los estudios de astronomía.
En 1900 aparece como Teniente Coronel del 1.er Regimiento Real de Artillería de Fife. Sirvió como voluntario como mínimo veinte años.
Fue ordenado caballero en 1921, cuando se retiró, por el rey George V del Reino Unido. En 1922 la Universidad de St Andrews le otorgó un doctorado honoris causa.